# Нероново (Солигаличский район)
Нероново — деревня в Солигаличском районе Костромской области России, входит в состав Лосевского сельского поселения.

## История
В деревне располагалась одноименная усадьба Черевиных.

## Известные уроженцы
- Касаткин, Василий Николаевич (1891—1961) — профессор.

## Население
| 2008 | 2010 | 2014 |
| ---- | ---- | ---- |
| 4    | →4   | ↘3   |